# Dziadowo (województwo warmińsko-mazurskie)

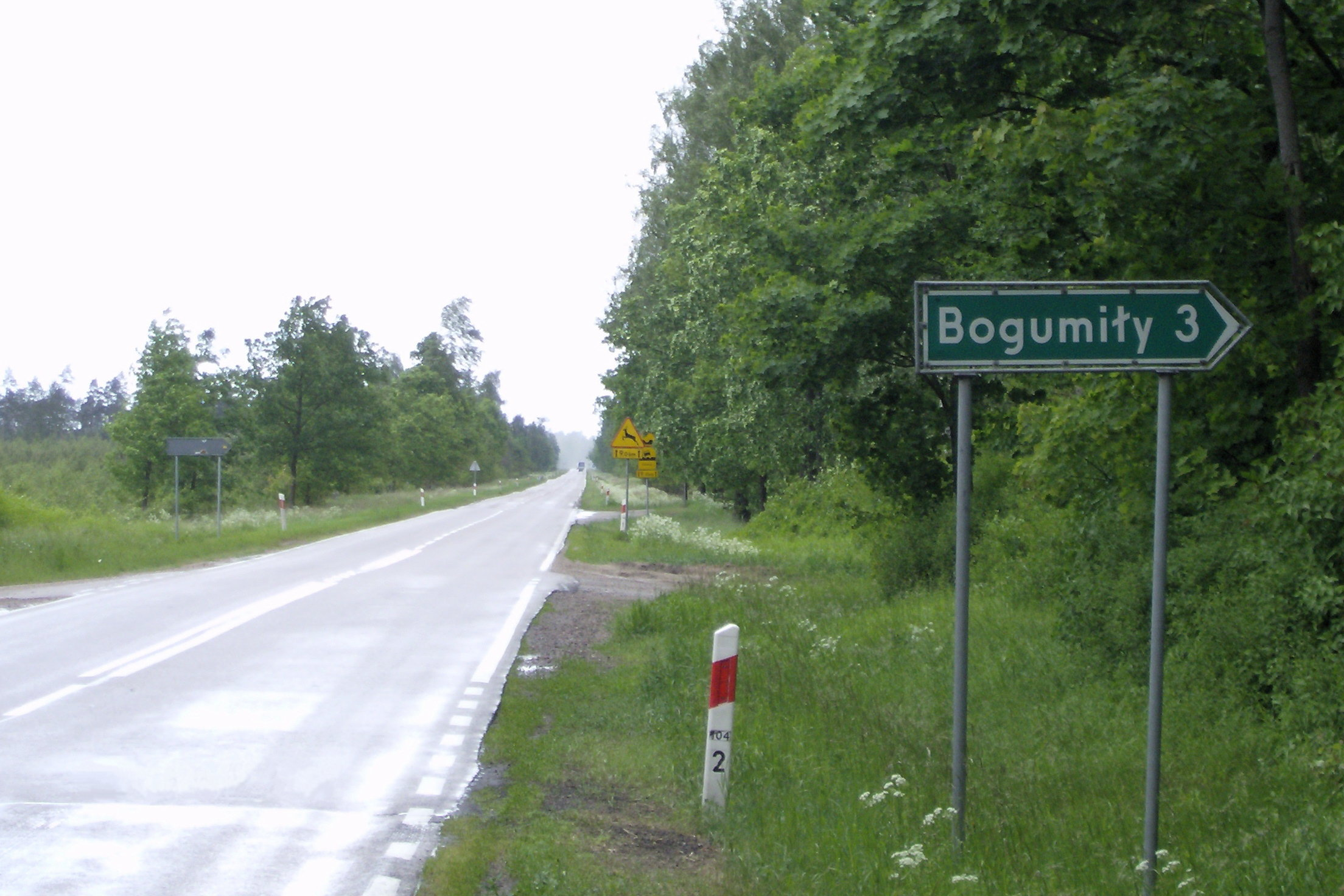
Droga krajowa DK 63 w Dziadowie

Dziadowo (niem. Dziadowen, 1905–1945 Königstal) – dawna wieś na terenie obecnego województwa warmińsko-mazurskiego, położona nad rzeką Pisą, 12 km od Pisza (w kierunku Łomży).
Wieś powstała w komturstwie piskim (późniejsze starostwo piskie) w ramach kolonizacji Wielkiej Puszczy. Wcześniej był to obszar Galindii. Wieś ziemiańska, dobra służebne w posiadaniu drobnego rycerstwa (tak zwani wolni, ziemianie w języku staropolskim), z obowiązkiem służby rycerskiej (zbrojnej).
Wieś służebna lokowana w 1495 r., przez komtura Hieronima von Gebesattela, na 10 łanach na prawie magdeburskim, przy miejscu lub wsi zwanej Schadawa, nad rzeką Pisą, pomiędzy wsiami: Brzeziny, Bogumiły, Pożegi, Turowo, Piecuchy, w pobliżu granicy z Mazowszem. Pierwotna nazwa Schadawa albo jest zniekształconym zapisem Dziadowa albo ma źródłosłów pruski (zobacz; Skandawa, Labiawa, Knipawa itd.). Dobra nadano Krzysztofowi Niedźwiedziowi i Stanisławowi Cwalinie, którzy zakupili ziemie od Marcina Rybitwy z Pisza. Wnioskować można, że wieś została założona już wcześniej. W nadaniu zezwolono na założenie karczmy. W 1506 r. Jan i Mikołaj Cwalinowie uzyskali zezwolenie na budowę młyna. Młyn wymieniany jest także w dokumentach z 1539 r. W XVI wieku duży majątek w Dziadowie posiadali Cwalinowie.